# 下霍拉布伦
下霍拉布伦是奥地利下奥地利州科尔新堡县的一个市镇。总面积50.36平方公里，总人口1584人，人口密度31.5人/平方公里（2005年）。